# Autodeterminaziorako Bilgunea
Autodeterminaziorako Bilgunea (AuB) (en euskera 'Punto de encuentro para la autodeterminación') fue el nombre de una plataforma electoral creada en 2003 para las elecciones de las Juntas Generales de Álava, Guipúzcoa y Vizcaya, así como para las elecciones autonómicas de Navarra.

## Historia
Poco antes de la formación de esta agrupación electoral, el partido político abertzale Batasuna fue ilegalizado en virtud de la Ley de Partidos. La primera cita electoral después de la ilegalización eran las elecciones municipales del 25 de mayo de 2003, que en el País Vasco coincidían con las elecciones forales y en Navarra con las elecciones autonómicas. Para afrontar dichas elecciones municipales las agrupaciones locales de Batasuna crearon decenas de plataformas electorales locales, mientras que se constituía una gran plataforma electoral llamada AuB como sustituta de la organización ilegalizada en aquellos comicios que sobrepasaban el ámbito local.
El punto de encuentro de los integrantes de AuB pretendía ser la defensa del derecho de autodeterminación, tal como indicaba su nombre. La plataforma fue presentada el 14 de febrero de 2003 y un mes más tarde había conseguido las firmas necesarias para su participación en las elecciones. Su portavoz era Joxe Ramón Etxebarria.
Debido a que las candidaturas de AuB incluían algunos antiguos dirigentes de Batasuna, así como numerosos militantes y personas afines a dicha organización e incluso algún preso relacionado con ETA, la presencia de AuB en las elecciones fue impugnada por la fiscalía del estado. El Tribunal Supremo entendió que la presencia de militantes y dirigente de Batasuna en esta candidatura demostraba su carácter de continuadora del partido político Batasuna; lo que entraba como supuesto para su ilegalización. Posteriormente el Tribunal Constitucional refrendó esta sentencia la víspera del inicio de la campaña electoral.
La gran mayoría de las candidaturas locales presentadas por Batasuna corrieron la misma suerte, aunque algunas pudieron presentarse al no contar con antiguos candidatos y militantes de Batasuna en sus listas. También se dio el caso contrario, candidaturas locales independientes no impulsadas por Batasuna fueron ilegalizadas al contar entre sus listas a antiguos candidatos de este partido.
Desde AuB se hizo un llamamiento a votar en las elecciones con unas papeletas que fabricaron ellos mismos. Estos votos se contabilizaron como nulos; aunque interventores de AuB hicieron un recuento paralelo de esos votos nulos para estimar el apoyo electoral con el que contaban y reclamar posteriormente a los restantes partidos políticos la representación que según su criterio les debiera haber correspondido.
Tras la ilegalización y pasadas las elecciones AuB se disolvió. En posteriores elecciones, participantes en estas candidaturas apoyarían plataformas electorales como Herritarren Zerrenda o Aukera Guztiak.